# Песма Евровизије 1957.
Песма Евровизије 1957. (фр. Concours Eurovision de la chanson 1957) је био други по реду избор за Песму Евровизије. У организацији Европске радиодифузне уније и домаћина Hessischer Rundfunk  у име ARD-а, такмичење, првобитно названо Велика европска награда такмичења за песму Евровизије 1957. одржано је 3. марта 1957. у Großer Sendesaal des hessischen Rundfunks, у Франкфурту, у Западној Немачкој, а водитељка је била немачка глумица Анаид Иплицијан.
10 земаља је учествовало на такмичењу. Аустрија, Данска и Уједињено Краљевство су дебитовали на такмичењу и придружили се првобитних 7 учесница из 1956. Већи број правила је измењен у поређењу са претходном годином, те од ове године сваку државу представља само једна песма, а дуети су дозвољени на сцени. Систем гласања је измењен, те је свака држава имала десеточлани жири, где је сваки члан жирија доделио по један поен својој омиљеној песми. Гласање је спроведено у јавности, а уведен је и семафор, тако да су гледаоци преноса и слушаоци преко радија могли да прате гласање. Жири није могао да гласа за песму из своје државе.
Победила је Холандија с песмом Net als toen коју је певала Кори Брокен. Ово је био Брокенин други наступ на такмичењу, пошто је представљала Холандију 1956.

## Локација
Такмичење 1957. је одржано у Франкфурту, у Западној Немачкој. Хала у којој је такмичење одржано је била Großer Sendesaal des hessischen Rundfunks, музичка хала и бивши студио у дистрикту Дорнбушч. Такмичење је одржано пред публиком од око 400 људи.
Пред такмичење је осмишљен нови план за одржавање истог, те би други емитер организовао такмичење сваке године, пошто је Швајцарски емитер СРГ ССР који је организовао претходно издање такмичења 1956. и победио одбио да буде домаћин по други пут. Немачка је изабрана за домаћина, пошто је Ханс-Ото Гронефелд, директор програма за Hessischer Rundfunk (HR) понудио да га организује у име ARD-а

## Земље учеснице
Десет држава је учествовало на такмичењу 1957. и то 7 држава које су учествовале на првом такмичењу претходне године, као и Аустрија, Данска и Уједињено Краљевство које су дебитовале. Аустрија и Данска су планирале да се такмиче 1956, али су пропустиле рок за пријаве.
Два извођача су се вратила на такмичење, Лис Асија из Швајцарске и Кори Брокен из Холандије, које су се такмичиле 1956. Брокен је била један од два извођача за Холандију те године, док је Асија извела обе Швајцарске песме, од којих је Refrain победила.
| Држава               | Емитер           | Извођач(и)                   | Песма                         | Језик       | Аутор(и)                          | Диригент            |
| -------------------- | ---------------- | ---------------------------- | ----------------------------- | ----------- | --------------------------------- | ------------------- |
| Аустрија             | ORF              | Боб Мартин                   | Wohin, kleines Pony?          | немачки     | Курт Сваб Ханс Вернер             | Карл де Круф        |
| Белгија              | NIR              | Бобејан Шопен                | Straatdeuntje                 | холандски   | Ерик Франсен Хари Фрекин          | Вили Беркинг        |
| Данска               | Statsradiofonien | Бирте Вилке и Густав Винклер | Skibet skal sejle i nat       | дански      | Ерик Фијен Пол Серенсен           | Кај Мортенсен       |
| Италија              | RAI              | Нунцио Гало                  | Corde della mia chitarra      | италијански | Giuseppi Cavaliere Mario Ruccione | Армандо Тровајоли   |
| Луксембург           | CLT              | Данијел Дипре                | Amours mortes (tant de peine) | француски   | Жан-Пјер Кемер Жак Табер          | Вили Беркинг        |
| Немачка              | HR               | Маргот Хилшер                | Telefon, Telefon              | немачки     | Фредрих Мејер Ралф Марија Сигел   | Вили Беркинг        |
| Уједињено Краљевство | BBC              | Патрисија Бредин             | All                           | енглески    | Алан Странкс Рејнер Врефорд       | Ерик Робинсон       |
| Француска            | RTF              | Паула Десјардинс             | La belle amour                | француски   | Францис Карко Гај Лафарж          | Пол Дуранд          |
| Холандија            | NTS              | Кори Брокен                  | Net als toen                  | холандски   | Вили ван Хемерт Гас Јансен        | Долф ван дер Линден |
| Швајцарска           | SRG SSR          | Лис Асија                    | L'enfant que j'étais          | француски   | Емил Гардаз Гео Вумар             | Вили Веркинг        |

## Формат
Такмичење је организовао и преносио HR у име ARD-а. Михаел Келман је био режисер, док је Вили Веркинг био музички директор и предводио оркестар Tanz- und Unterhaltungsorchester des Hessischen Rundfunks током такмичења. Свака држава је смела да номинује свог музичког директора да предводи оркестар током њиховог наступа, док је музички директор земље домаћина дириговао оркестром за државе које то нису учиниле.
Сцена изграђена у Großer Sendesaal-у је имала степенице којима су сваки извођач и диригент ступили на сцену, као и позадину у облику харфе. Средина позадине сцене је имала део који може да се уклони, те је свака држава смела да има другачију графику за наступ. Цело такмичење, укључујући наступе и гласање, је трајало око сат времена. Одржана само 9 месеци после првог такмичења, датум овог такмичења (3. март) је још увек најранији датум у години током ког је такмичење одржано.
Више правила је измењено за такмичење 1957. Свака држава је смела да пошаље само једну песму, за разлику од максимума од две песме 1956. До две особе су биле дозвољене на сцени (претходне године, дозвољена је била само једна), али није било дозвољено коришћење пратећих вокала.
Уведен је нови систем гласања, где је десет чланова жирија у свакој држави дало један глас својој омиљеној песми, а апстенције нису биле дозвољене. Још једна промена је била да чланови жирија нису смели да гласају за песму своје државе. Уведен је семафор, а процес гласања је сад био део преноса, за разлику од тајног гласања 1956. Ова промена је била инспирисана британским такмичењем „Festival of British Popular Songs”, који је имао гласање регионалних жирија, а добијени поени су приказивани на семафору. Организатори су видели кинескопски снимак. Сваки жири се састављао у својим земљама и пратили такмичење на телевизији, а контактирани су телефоном како би доделили своје гласове, промена у односу на 1956. када су сви чланови били у хали где је такмичење одржано.
Као и 1956, свака песма је смела да траје до 3 минута и 30 секунди, али пар песама је прешло овај лимит. Италијанска песма је трајала 5 минута и 9 секунди и и даље је најдужа песма у историји такмичења. Упркос жалбама, песма није дисквалификована. Супротно, британска песма је трајала 1 минут и 53 секунде, што је била најкраћа песма у историји такмичења до 2015. Рестрикција на дужину трајања песме је строжије примењивана од 1958.

## Преглед такмичења
Такмичење је одржано 3. марта 1957, са почетком у 21:00 CET и трајало је сат времена. Презентерка такмичења је била немачка глумица Анаид Иплицијан.
Победила је Холандија са песмом Net als toen, коју је компоновао Гус Јансен, написао Вили ван Хемерт, а извела Кори Брокен. Међу другим такмичарима су се нашли Бирте Вилке и Густав Винклер, први дует на Песми Евровизије, који су оставили снажан утисак после дугог пољупца пред камерама на крају свог наступа, као и Маргот Хилшер, која је прва учесница да користи неки реквизит на сцени, у њеном случају телефон.
По први пут, победнички извођач и аутори песме су добили награде у виду медаљона у које је урезан лого Евровизије, које им је доделио директор HR-а Еберхард Бекман на крају преноса.
| #‍  | Држава‍               | Извођач(и)‍                   | Песма‍                         | Пласман | Поени |
| -- | -------------------- | ---------------------------- | ----------------------------- | ------- | ----- |
| 01 | Белгија              | Бобејан Шопен                | Straatdeuntje                 | 8.      | 5     |
| 02 | Луксембург           | Данијел Дипре                | Amours mortes (tant de peine) | 4.      | 8     |
| 03 | Уједињено Краљевство | Патрисија Бредин             | All                           | 7.      | 6     |
| 04 | Италија              | Нунцио Гало                  | Corde della mia chitarra      | 6.      | 7     |
| 05 | Аустрија             | Боб Мартин                   | Wohin, kleines Pony?          | 10.     | 3     |
| 06 | Холандија            | Кори Брокен                  | Net als toen                  | 1.      | 31    |
| 07 | Немачка              | Маргот Хилшер                | Telefon, Telefon              | 4.      | 8     |
| 08 | Француска            | Паула Десјардинс             | La belle amour                | 2.      | 17    |
| 09 | Данска               | Бирте Вилке и Густав Винклер | Skibet skal sejle i nat       | 3.      | 10    |
| 10 | Швајцарска           | Лис Асија                    | L'enfant que j'étais          | 8.      | 5     |

## Резултати
Ред којим су државе објављивале своје резултате је био обрнути редослед од редоследа наступа.
| Начин гласања: Жири | Начин гласања: Жири  | Збиран број поена | Државе које гласају | Државе које гласају | Државе које гласају | Државе које гласају | Државе које гласају | Државе које гласају | Државе које гласају | Државе које гласају | Државе које гласају | Државе које гласају |
| Начин гласања: Жири | Начин гласања: Жири  | Збиран број поена | Белгија             | Луксембург          | УК                  | Италија             | Аустрија            | Холандија           | Немачка             | Француска           | Данска              | Швајцарска          |
| Начин гласања: Жири | Начин гласања: Жири  | Збиран број поена |                     |                     |                     |                     |                     |                     |                     |                     |                     |                     |
| Такмичари           | Белгија              | 5                 |                     |                     |                     |                     |                     |                     | 2                   |                     | 2                   | 1                   |
| Такмичари           | Луксембург           | 8                 |                     |                     | 1                   | 4                   | 3                   |                     |                     |                     |                     |                     |
| Такмичари           | Уједињено Краљевство | 6                 | 1                   | 1                   |                     |                     | 1                   | 1                   |                     |                     |                     | 2                   |
| Такмичари           | Италија              | 7                 | 1                   | 1                   | 2                   |                     |                     | 2                   |                     |                     | 1                   |                     |
| Такмичари           | Аустрија             | 3                 |                     |                     | 2                   |                     |                     | 1                   |                     |                     |                     |                     |
| Такмичари           | Холандија            | 31                | 5                   | 3                   | 1                   | 1                   | 6                   |                     | 1                   | 4                   | 3                   | 7                   |
| Такмичари           | Немачка              | 8                 | 1                   |                     |                     | 1                   |                     |                     |                     | 6                   |                     |                     |
| Такмичари           | Француска            | 17                | 2                   | 4                   | 2                   |                     |                     | 1                   | 6                   |                     | 2                   |                     |
| Такмичари           | Данска               | 10                |                     |                     | 2                   | 3                   |                     | 5                   |                     |                     |                     |                     |
| Такмичари           | Швајцарска           | 5                 |                     | 1                   |                     | 1                   |                     |                     | 1                   |                     | 2                   |                     |

## Међународни преноси
Сваки емитер учесник је морао да преноси такмичење. Емитери чланови ЕБУ који нису учестовали су могли да преносе такмичење и буду „пасивни учесници”. Емитери су смели да пошаљу коментаторе који су извештавали са такмичења на својим матерњим језицима, како би преносили информације о извођачима и песмама својим гледаоцима и слушаоцима.
Такмичење 1957. је најстарије такмичење које је у својој целости сачувано у архиви ЕБУ-а, пошто је такмичење 1956. преживело само кроз аудио снимке, са неким недостајућим сегментима, као и ограниченим снимком победничке репризе у формату филмских новости и других снимака. Иако је број домаћинстава у Европи који су имали телевизор растао, ово издање, као и претходно, је углавном праћено преко радија.
| Држава               | Емитер           | Пренос                                 | Коментатори            | Реф.                 |
| -------------------- | ---------------- | -------------------------------------- | ---------------------- | -------------------- |
| Аустрија             | ОРФ              |                                        | Не зна се              | [ 30 ]               |
| Белгија              |                  |                                        | Не зна се              | [ 31 ]               |
| Белгија              |                  |                                        | Не зна се              | [ 31 ]               |
| Данска               | Statsradiofonien | Statsradiofonien TV,                   | Свенд Педерсен         | [ 32 ]               |
| Немачка              |                  | Deutsches Fernsehen                    | Не зна се              | [ 21 ] [ 31 ]        |
| Италија              | Раи              | Programma Nazionale, Secondo Programma | Бјанка Марија Пићинино | [ 33 ] [ 34 ] [ 35 ] |
| Луксембург           |                  | Télé-Luxembourg                        | Не зна се              | [ 36 ]               |
| Уједињено Краљевство | ББЦ              | BBC Television Service                 | Беркли Смит            | [ 1 ] [ 12 ]         |
| Француска            |                  |                                        | Роберт Бовис           | [ 21 ]               |
| Француска            | Paris-Inter      | Не зна се                              | [ 33 ]                 |                      |
| Холандија            |                  |                                        | Пјет те Њул млађи      | [ 31 ] [ 37 ]        |
| Швајцарска           | СРГ ССР          |                                        | Не зна се              | [ 21 ] [ 33 ]        |
| Швајцарска           | СРГ ССР          | Роберт Бовис                           |                        | [ 21 ] [ 33 ]        |
| Швајцарска           | СРГ ССР          | Не зна се                              |                        | [ 21 ] [ 33 ]        |
| Швајцарска           | СРГ ССР          | Не зна се                              |                        | [ 21 ] [ 33 ]        |
| Швајцарска           | СРГ ССР          | Не зна се                              |                        | [ 21 ] [ 33 ]        |

| Држава  | Емитер            | Пренос            | Коментатори | Реф.          |
| ------- | ----------------- | ----------------- | ----------- | ------------- |
| Монако  | Radio Monte-Carlo | Radio Monte-Carlo | Не зна се   | [ 33 ] [ 38 ] |
| Шведска |                   | Sveriges TV       | Нилс Линман | [ 38 ]        |